# Empoascanara vinia
Empoascanara vinia är en insektsart som beskrevs av Irena Dworakowska 1992. Empoascanara vinia ingår i släktet Empoascanara och familjen dvärgstritar. Inga underarter finns listade i Catalogue of Life.